# Like a Cat
Like a Cat é o segundo mini-álbum do girl group sul-coreano AOA, lançado em 11 de novembro de 2014 através da FNC Entertainment. A canção de mesmo nome foi usada como faixa principal do álbum.

## Antecedentes e lançamento
A canção "Like a Cat", escrita e composta por Brave Brothers é uma faixa uptempo com elementos de rock.
AOA participou da apresentação de exibição de "Like a Cat" em 10 de novembro de 2014 no 'Yes 24 Muv Hall', em Seogyo-dong, Mapo-gu.
Em 11 de novembro de 2014, AOA lançou o vídeo musical completo de "Like a Cat".

## Promoções
As promoções da canção "Like a Cat" iniciaram em 13 de novembro de 2014, no M! Countdown. A canção também foi promovida nos programas musicais Music Bank, Show! Music Core e Inkigayo em novembro.

## Lista de faixas
| Lista de faixas |                                               |                                     |                                  |         |  |
| N.º             | Título                                        | Letras                              | Música                           | Duração |  |
| 1.              | "AOA"                                         | Brave Brothers                      | Brave Brothers                   | 0:59    |  |
| 2.              | "Like a Cat" (사뿐사뿐; Sappun Sappun)        | Brave Brothers                      | Brave Brothers, Chakun, JS       | 3:39    |  |
| 3.              | "Girl's Heart" (여자사용법; Yeoja Sayongbeop) | Brave Brothers                      | Brave Brothers, Elephant Kingdom | 3:19    |  |
| 4.              | "Just the Two of Us" (단둘이; Danduri)        | Jimin, Han Seung Hoon, Seo Yong Bae | Han Seung Hoon, Seo Yong Bae     | 3:25    |  |
| 5.              | "Time"                                        | Chakun                              | Stars Wars, Chakun, Miss Lee     | 3:43    |  |
| 6.              | "Tears Falling" (휠릴리; Hwillilli)           | Jimin, Han Seung Hoon, Seo Yong Bae | Han Seung Hoon, Seo Yong Bae     | 3:38    |  |

## Desempenho nas paradas
| Parada               | Melhor posição |
| -------------------- | -------------- |
| Gaon Digital Chart   | 5              |
| Gaon Streaming Chart | 9              |
| Gaon Download Chart  | 3              |
| Gaon BGM Chart       | 2              |
| Gaon Mobile Chart    | 12             |
| Gaon Social Chart    | 1              |

| Parada                     | Melhor posição |
| -------------------------- | -------------- |
| Gaon Album Chart (semanal) | 3              |
| Gaon Album Chart (mensal)  |                |

| Tabela              | Quantidade |
| ------------------- | ---------- |
| Gaon vendas físicas |            |